# حكومة فنلندا

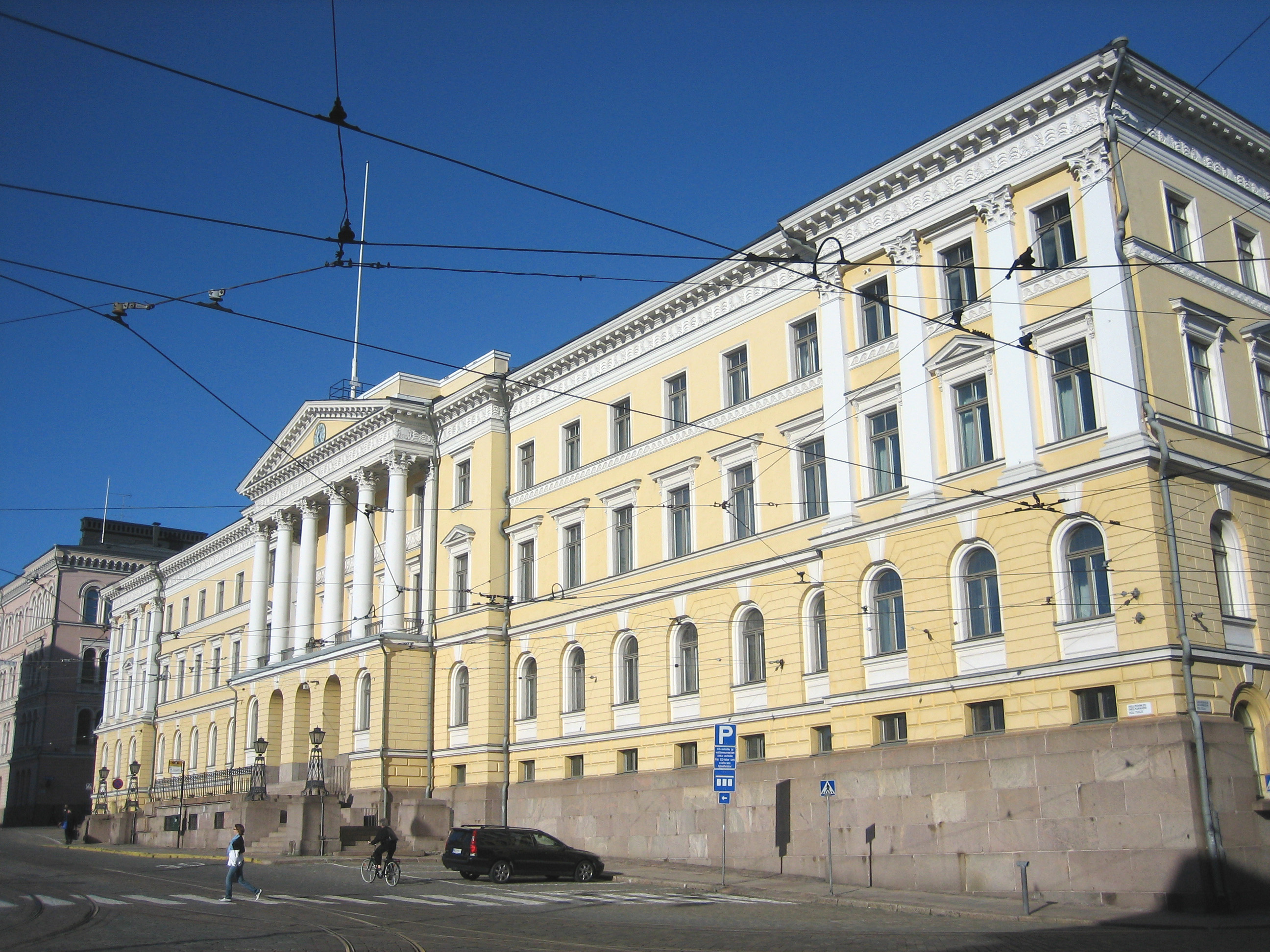
قصر مجلس الدولة (مقر الحكومة الفنلندية).

فنلندا جمهورية ذات ديمقراطية تمثيلية تحكم وفقاً لمبادئ النظام البرلماني. تـُناط السلطة التشريعية ببرلمان فنلندا. وتـُقرر شؤون الحكومة التنفيذية من قبل مجلس الوزراء، الذي يترأسه رئيس الوزراء. يقرر رئيس فنلندا بعض المسائل في جلسات مكتملة مع مجلس الوزراء. عدا ذلك فرئيس الجمهورية غير موجود في المجلس، ولكنه يقرر قضايا مثل التعيينات الشخصية والعفو بناءً على نصيحة الوزير المعني. في الوزارات يقرر الوزراء المسائل ذات الأهمية الثانوية، بالاستشارة مع وزير دولة.
رئيس الوزراء والوزراء الآخرين في مجلس الوزراء مسؤولون عن أداء مهامهم أمام برلمان فنلندا.